# Дукля (держава)

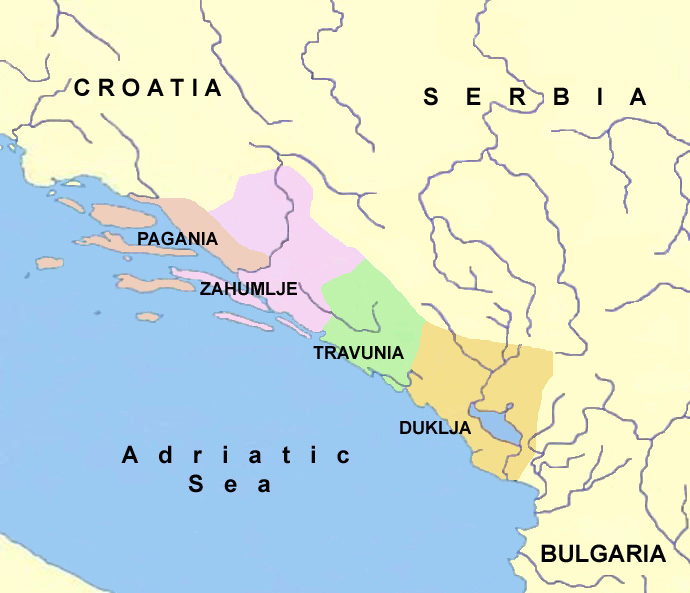
Дукля на мапі

Ду́кля або Діокле́тія (чорн. Дукља або Диоклетија, лат. Doclea або лат. Diocleia, грец. Διοκλεις) — південно-слов'янська середньовічна держава на теренах сучасної Чорногорії.

## Географія та адміністративний поділ
Дукля межувала з Візантією, якій, зокрема належав Діррахій на сході та Травунією на заході. Від Скадарського озера територія Дуклі простягалася на схід до річок Зета і Пива.
Дукля мала три головні міста-поселення: Стара Будва, Превлака і Лонтодукля. Найважливішим поселенням було також і саме місто Дукля (від якого і пішла назва місцевості), проте воно було зруйноване в результаті багаторазових вторгнень у X столітті.
Дукля була розділена на області (в балканських країнах вони називались жупани), кожна з яких мала головне місто: Лушків, Підлужжя, Горський, Купчасті, Купельнік, Зовнішність, Прапратна (Між Баром і Улцине), Крмніка і Гріпулі. Континентальна Дукля або Подгорія (від назви Подгориці) лежала між річками Мороча і Рама і включала Никшич, Комеріцу, Гацько, Пиву, Невесіньє, Вішева, Ком, Дебар та Неретва.

## Історія
Слов'яни на теренах Дуклі з'явилися за доби Великого переселення народів. Вільно селитися не лише на теренах римської провінції Превалітанія, а й в Іллірії загалом їм дозволив візантійський імператор Іраклій — за умови визнання переселенцями влади імперії та згоди захищати її кордони. Там, де слов'яни перемішувалися з візантійцями та іллірійцями, союзи племен зазвичай набували нові імена — за назвами римських міст, навколо яких селилися. Відтак мешканців краю навколо Діоклеї почали іменувати дуклянами. Цілком можливо, однак, що ім'я дуклян прибульцям засвоїти було легше ще й тому, що їхня давнішня, невідома нам племінна назва була на нього чимось схожою. В Чехії, Словенії та на Прикарпатті, скажімо, довгий час мешкали племена дулібів, та й назва Дукля зустрічається не лише на Балканах, але й у Карпатах.
У відносинах з Константинополем ватажки дуклян намагалися поводити себе не як слов'янські князі, а як імперські посадовці — вони навіть іменували себе «архонтами Діоклеї». Це, звичайно, тішило самолюбство вчорашніх варварів. І дозволяло їм підпорядкувати своїй владі не лише слов'ян, але й на нащадків іллірійців та колишніх римських громадян, яких у Превалітанії залишалося чимало — особливо в приморських містах, де поступово відновлювалося звичне життя. Деякі з поселень тепер називали на слов'янський лад — Будва, скажімо, стала Старим Градом, а місто на півострові Превлака — Новим Градом.
Невдовзі у слов'ян та візантійців з'явився спільний ворог — арабські пірати, або ж, як їх називали у середньовічній Європі, сарацини. В 840 році сарацини сплюндрували Котор, наступного року спалили Будву. Ще через п'ятнадцять років настала черга Рісана. Щоб протистояти піратській загрозі, була потрібна міцна влада, а вона була лише у слов'янських «архонтів».
Зближенню з тубільцями сприяло й поширення серед прибульців християнства. Вже перший з відомих наразі ватажків, який об'єднав дуклян під своєю владою, мав аж ніяк не язичницьке ім'я Петро. За правління імператора Василія I Македонянина «друге хрещення» колишньої Превалітанії було завершено. Щоправда, за кілька років після його смерті візантійці були розгромлені болгарами. Відрізана від імперії Дукля наприкінці IX сторіччя стала незалежним князівством.
У битві на річці Бояна в 997 році болгари завдали поразки і дуклянам. Їхній князь Іван Володимир потрапив в полон до болгарського царя, але згодом одружився з його дочкою й став царським намісником Дуклі зі столицею в місті Свач на березі сучасного Шаського озера.
Невдовзі, однак, болгарський престол захопив царевич Іван Владислав. Він підступно вбив Івана Володимира, якого православна церква згодом мучеником за віру та святим. А за кілька років і Болгарія, і Дукля знову опинилися під візантійською владою.
Візантійці не почували себе в Дуклі впевнено, тому призначили її намісником двоюрідного брата Івана Володимира — Стефана Воїслава. В 1034 році він підбурив дуклян до повстання, яке сам і очолив. За два роки візантійці бунт придушили, захопили Стефана Воїслава у полон та відправили до Константинополя. Але ще через три роки бранець втік, дістався батьківщини, розпочав нове повстання і таки домігся незалежності свого князівства. Столицею держави став Скадар (Шкодер).
Перед смертю Стефан Воїслав поділив свою державу між п'ятьма синами. Проте старший з них — Гоїслав невдовзі загинув, а уділи інших зібрав в своїх руках молодший син Стефана Воїслава — Михайло I. Своєю столицею новий володар зробив Котор. Михайло I не лише замирився з Константинополем, але й одружився з візантійською принцесою. Приязні відносини він намагався зберігати і з папським престолом, адже діоклейська церква здавна була підпорядкована саме Риму. Зрештою саме з рук папи володар Дуклі отримав королівський вінець. За легендою коронація відбулася у 1170 році в соборі Святого Георгія у Барі.
Після смерті Михайла I у 1081 році королем став його син Костянтин Бодін. Він приєднав до Дуклі Хум, Боснію, сербське князівство Рашку та Драч. Столицею князівства став Бар. «Бодінове королівство» було типовим феодальним утворенням і трималося лише на силі володаря та готовності васалів визнавати його владу. І чим ширшими ставали кордони королівства — тим примарнішою ставала його єдність. Це стало очевидним майже одразу після смерті Бодіна у 1108 році. Спочатку на трон зійшов його син Михайло II. Але його швидко усунули від влади і обрали королем зведеного брата Костянтина Бодіна Доброслава. Надалі володарі змінювалися з майже калейдоскопічною швидкістю — короною почергово володіли Володимир, Георгій, Градіна і син Градіни Радослав, який вже не наважився титулувати себе королем і називався просто князем.
Занепадом держави Воїславичів зрештою скористався великий жупан сусідньої Рашки Стефан Неманя. Він розграбував Бар і Свач, захопив Котор та в 1185 році остаточно приєднав Дуклю до своїх володінь. Щоправда, увінчати себе короною дуклянських королів Неманя так і не наважився. «Королем Діоклетії і Далмації» Стефан проголосив свого старшого сина Вукана, а сам залишався лише «великим жупаном Сербії». За іронією долі, саме в цей час, коли незалежної Дуклі не стало, у Барі була створена найвідоміша хроніка цієї держави — «Літопис попа Дуклянина», а майже одночасно — в церкві Петра і Павла на Лімі — славнозвісне «Мирославове Євангеліє».
У 1242 році у своєму прагненні досягти «останнього моря» — до узбережжя Адріатики прорвалися монголи. Їхні передові загони спалили Котор, Будву і Бар, дощенту знищили Свач, розграбували та сплюндрували найзаможніші дуклянські землі. Пам'ять про самостійну Дуклю збереглася, проте навіть назва краю поступово вийшла із вжитку, спочатку — за назвою річки Зети — колишні дуклянські землі частіше називали Зетою, а потім — Чорногорією.

## Правителі
- Список правителів Дуклі